# Eupithecia meszarosi
Eupithecia homogrammata là một loài bướm đêm trong họ Geometridae.